# 멘디 (문신)

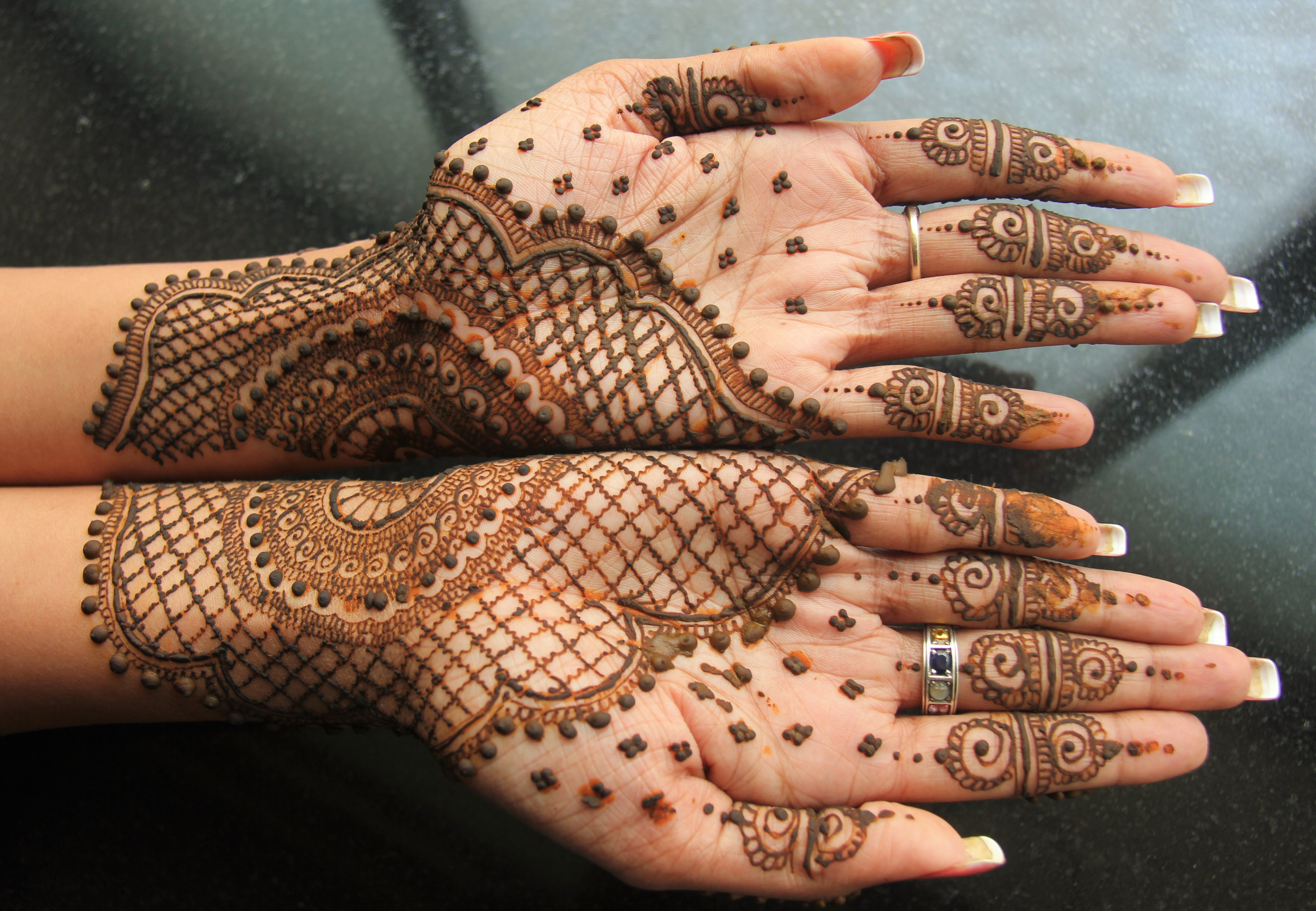
멘디

멘디(Mehndi)는 헤나의 염료를 사용하여 피부를 임시로 장식하는 것이다. 멘디가 영구적인 문신은 아니지만 헤나 타투(henna tattoo)라고도 부른다.